# Uroguanilina
Uroguanilina – organiczny związek chemiczny z grupy peptydów natriuretycznych. Wytwarzana jest przez komórki ściany jelit pod wpływem zwiększonego stężenia jonów sodu w treści pokarmowej. Z krwią dociera ona do nerek, gdzie zwiększa filtrację kłębuszkową i wydalanie sodu.